# Servio Asinio Céler
Servio Asinio Céler (en latín: Servius Asinius Celer; fallecido en el año 46) fue un senador romano que vivió en la primera mitad del siglo I, y desarrolló su cursus honorum bajo los reinados de Tiberio, Caligula, y Claudio. Fue cónsul sufecto en la segunda mitad del año 38 junto con Sexto Nonio Quintiliano como compañero.

## Orígenes familiares
Céler era el hijo de Cayo Asinio Galo, cónsul en el año 8 a. C., y de Vipsania, una exesposa del emperador Tiberio. Céler tenía varios hermanos, entre ellos Cayo Asinio Polión, cónsul en el año 23, acusado de conspirador por Mesalina; Marco Asinio Agripa, cónsul en el año 25; Asinio Salonino; y Asinio Galo. Además, Céler era medio hermano de Druso el Joven, hijo de su madre con Tiberio y heredero al trono de emperador por un tiempo.

## Biografía
Según Plinio el Viejo, Céler era un célebre gourmet que llegó a pagar 8 000 sestercios por un pescado. En el año 46, a pesar de su amistad con el emperador Claudio, Céler fue acusado de participar en una conspiración para acabar con la vida del emperador y fue condenado a muerte. Séneca lo menciona en el Apocolocyntosis divi Claudii como uno de sus amigos consulares que confrontarán a Claudio en el más allá como responsable de sus muertes.